# Octavio Mora
Octavio Mora Llamas (Guadalajara, Jalisco; 28 de noviembre de 1965) es un ex futbolista y director técnico mexicano que se desempeñaba como delantero. Fue campeón del Apertura 2002, Clausura 2007 y de Ascenso con el Deportivo Cihuatlán y subcampeón con Atlético Cihuatlán en el Clausura 2008 y con los Loros en el Apertura 2008. Llegó a ser parte del cuerpo técnico de Daniel Travieso Guzmán en TM Fútbol Club. Próximamente irá a Europa a asumir la Dirección Deportiva del salamanca cf uds.

## Clubes como Jugador
- Leones Negros de la Universidad de Guadalajara (1983-1993)
- Cruz Azul Fútbol Club (1993-1996)
- Club de Fútbol Monterrey (1996-1998)

## Clubes como Técnico
- Atlético Cihuatlán (2001-2003)
- Querétaro Fútbol Club (2003)
- Delfines de Coatzacoalcos (2004-2006)
- Atlético Cihuatlán (2006-2008)
- Loros de la Universidad de Colima (2008-2010)
- Club Deportivo de los Altos (2013 - 2014)
- Club Tijuana (2014 - 2015) (como asistente técnico)
- Leones Negros de la Universidad de Guadalajara 2015 - 2016 (como asistente técnico)
- Tampico Madero Fútbol Club 2016 - 2017

- Datos: Q7076821